# Любомир Золотович (лекар)
Любомир Димитров Золотович е български лекар и дипломат.

## Биография
Роден е през 1857 г. в Цариград. Учи в българското частно училище на Никола Тъпчилещов на остров Халки. Завършва лицей, а през 1880 г. – медицина в Монпелие, Франция. През 1879 – 1880 г. е асистент по детски болести в клиника в града. След завръщането си в България е назначен за ординатор в Александровска болница. От 1882 г. е главен градски лекар на София, а след това директор на Градската санитарна служба. В периода 1895 – 1900 г. е старши лекар в терапевтичното отделение на Александровска болница. От 1900 до 1908 е български дипломатически представител в Париж. Сътрудничи на списанията „Медицински преглед“ и „Медицински сборник“. Умира в София.
Синът му, Георги, през Първата световна война загива на фронта като офицер, в 1-ви конен полк.